# Avo Keel
Avo Keel (* 1. Oktober 1962 in Võru, Estnische SSR) ist ein ehemaliger estnischer Volleyball– und Beachvolleyballspieler sowie derzeitiger Trainer. Er wurde mehrfacher estnischer Meister sowohl in der Halle als auch im Sand.

## Karriere
Keel spielte seine ersten internationalen Turniere 1990 mit Kaido Kreen. Bei den Open-Turnieren in Rio de Janeiro und Lignano erreichten sie die Plätze 19 und elf. 1994 kehrten sie bei den Marseille Open zurück auf die World Tour. 1995 starteten sie mit zwei 25. Plätzen und verbesserten sich in Enoshima und Ostende auf den 17. Rang. Nach dem 13. Platz in Fortaleza kamen sie in Bali als Neunte erstmals in die Top Ten. 1996 wurden sie 17. in Rio de Janeiro. Außerdem qualifizierten sich Kreen/Keel für die Olympischen Spiele in Atlanta. Dort unterlagen sie im ersten Spiel dem französischen Duo Penigaud/Jordard und mussten sich nach einer weiteren Niederlage in der Verlierer-Runde gegen die Norweger Kvalheim/Maaseide verabschieden. Auf der World Tour 1999 spielten sie nochmal drei Open-Turniere, ohne dabei über den 57. Platz hinauszukommen.